# Ermindo Onega
Ermindo Ángel Onega (30 de abril de 1940 — 21 de dezembro de 1979) foi um futebolista argentino que competiu na Copa do Mundo FIFA de 1966.
Onega é um dos maiores ídolos do River Plate. Todavia, ao lado do irmão Daniel Onega, de Oscar Más, Luis Artime, José Ramos Delgado e Delém, atuou justamente em meio ao período em que a equipe ficou dezoito anos sem ganhar títulos; estatisticamente, integrou o time campeão argentino de 1957, mas só foi utilizado na última rodada, quando a equipe já havia conquistado o título.
Deixou o clube em 1968, mas também não conseguiu ser vitorioso nas outras equipes que jogou. Onega faleceu aos 39 anos, vítima de um acidente de carro.